# راديو سوا

راديو سوا

راديو سوا إذاعة تبث الأخبار والأغاني والبرامج الخفيفة وتعود إلى مكتب الإذاعات الدولية الأمريكية، ويتم تمويلها من قبل الكونغرس الأمريكي.
- جاء إنشاؤها بهدف التواصل الفعال مع الشباب الناطقين بالعربية في منطقة الشرق الأوسط، والترويج للتوجهات الأمريكية بين الشباب في العالم العربي.
- بدأت بث برامجها في 23 مارس من عام 2002 كبديل عن إذاعة صوت أمريكا التي توقفت عن البث باللغة العربية منذ ذلك الحين نظرا لعدم تمكنها من الانتشار الواسع بين المستمعين. والملفت للانتباه أن هذه الإذاعة بُثت بعد ستة أشهر من أحداث 11 سبتمبر/أيلول 2001.
- وكانت مبادرة إنشاء راديو سوا من جانب امبراطور الإعلام الأمريكي نورمان باتيز الذي وجد أن أكثر من 60% من العرب هم ممن تقل أعمارهم عن 30 سنة، وهذا هو السبب في اتخاذه قرارا بتطوير برامج يمكنها استهداف الجيل الأصغر سنا.
- ورأى باتيز أن الموسيقى هي الوسيلة المثلى للوصول إلى الشباب العربي، وكان هذا هو السبب في أن غالبية برامج هذه الإذاعة من موسيقى البوب الأمريكية والعربية.
- وتبث نشراتها الإخبارية على الهواء من استوديوهاتها في واشنطن ودبي. كما أن لها مكاتب إخبارية ومراسلين في أنحاء الشرق الأوسط.
- تبث إذاعة سوا على مدار الساعة في أغلب الدول العربية على موجات FM موجهة تتخذ عادة اسم الدولة المستهدفة بالبث، مثل:

1. إذاعة سوا العراق
2. إذاعة سوا الخليج
3. إذاعة سوا السودان
4. إذاعة سوا المغرب

وقد يوجد بين هذه المحطات فروقات في نوعية الأغاني المذاعة على سبيل المثال.
تقوم إذاعة راديو سوا ببث برامجها عبر موجات متوسطة لمستخدمي المذياع التقليدي، بالإضافة إلى بثها عبر الساتل على القمر العربي عربسات والقمر المصري نايلسات

## وصلات خارجية
- الموقع الرسمي